# Oratorio di Santa Maria Assunta (Valdobbiadene)
L'oratorio di Santa Maria Assunta, citato anche come oratorio di Follo, è una chiesa sussidiaria in località Follo di Santo Stefano frazione di Valdobbiadene, in provincia di Treviso e Diocesi di Padova; fa parte delle Parrocchie della diocesi di Padova, Vicariato di Quero Valdobbiadene, con il nome di Parrocchia di Santo Stefano.
L'edificio ha un impianto architettonico organico, conserva lo stile neoclassico della costruzione originaria.
È ubicato lungo via Callonga, in località Follo, frazione Santo Stefano.

## Storia
Secondo la Cronistoria della Parrocchia di Stano Stefano, la posa della prima pietra avvenne il 10 luglio 1866, alla presenza di don Giovanni Lodovico Simonetto, Arciprete Vicario foraneo di Valdobbiadene, che benedì la posa. L'oratorio venne ultimato circa 10 mesi dopo e consacrato alla Vergine Assunta il 24 maggio 1867. La committenza viene attribuita all'abate Giovanni Follador, professore ed astronomo presso il Seminario di Padova, originario di Follo.
Il 12 maggio 1899 venne posta la prima pietra del campanile, che fu ultimato il 4 aprile dell’anno successivo.
Nel 1934 venne eseguita una ristrutturazione della facciata, probabilmente a causa di danneggiamenti dovuti alla guerra.
Tra il 1992 ed il 1993 vennero effettuati consistenti lavori di ristrutturazione. Vennero rimossi completamente i pavimenti interni, rifacendoli con sottofondo in calcestruzzo e piastrelle di marmo, graniglia e cotto (sacrestia). Vennero rimossi e rifatti gli intonaci interni, i serramenti, il portone d’ingresso, l’impianto elettrico, l’impianto di riscaldamento, la copertura. In quegli anni venne anche asportato l’intonaco della porzione inferiore della facciata, dall’architrave del portale in giù, comprese le paraste, e venne sostituito con un nuovo intonaco a matrice cementizia, ben distinguibile da quello del 1934. 
Il 23 maggio 1993 venne benedetta la statua di Santa Maria Assunta, detta “Madonna del Fol”.
Nel 2013 sono stati effettuati gli ultimi lavori di restauro conservativo della facciata.

## Descrizione
L'oratorio conserva l'impianto architettonico originario, in stile neoclassico. A pianta rettangolare, è disposto secondo l’asse est-ovest, orientato con l’abside ad ovest, l'accesso sulla strada a est. 
La facciata è scandita da quattro paraste doriche con soprastante trabeazione e timpano liscio. Addossato alla piccola sacrestia, si eleva il campanile, edificato tra il 1899 e 1900. 
L'interno presenta uno stile sobrio, costituito da un’aula cui si giustappone il presbiterio tripartito (uno spazio centrale quadrato con volta a crociera affiancato da due stretti “transetti” con volta a botte e finestre al centro delle lunette).
L’aula ha un soffitto piano, arrotondato in corrispondenza delle pareti. Non sono presenti elementi architettonici, tranne una fascia-cornice molto semplice, di imposta del soffitto, e due pilastri che dividono lo spazio della navata dal presbiterio. 
L’altare maggiore è addossato alla parete di fondo del presbiterio, da questo rialzato di un gradino in marmo. Di forma e dimensioni modeste, è costituito da muratura intonacata, con semplici modanature in stucco. 
È presente un altare post-conciliare, frutto dell’adeguamento liturgico, costituito da un elemento mobile in legno.
All'interno dell'oratorio si conserva una pala di Maria Assunta del pittore Bonato degli anni trenta.

### Facciata
È costituita da timpano e trabeazione poggianti su quattro paraste poggianti su una base semplice e sormontate da capitello di ordine tuscanico privo di abaco, con echino accentuato. Sul fregio della trabeazione non vi sono decorazioni. Al centro del timpano vi è un foro circolare privo di ornamento, probabilmente funzionale all'aerazione del sottotetto. Tra le paraste, nelle due campate laterali vi sono nicchie ad arco a tutto sesto, intonacate, con base in pietra arenaria di approvvigionamento locale (pièra Molèra). Il portale, anch'esso in pietra arenaria, è costituito da stipiti con capitello dorico, doppia trabeazione con collarino mediano, cornice a cimasa sovrastata da una fascia d’attico con coronamento a listello arcuato e podio, che funge da basamento per la lapide dedicatoria: D.O.M. IN HONOREM SS. VIRGINIS MARIAE MATRIS DEI.

### Torre campanaria
Il campanile è posto in posizione distaccata a ridosso della sacrestia. È stato costruito nel 1899-1900. Il basamento tronco-piramidale in pietra calcarea è sormontato da un fusto in blocchi irregolari a facciavista, con bugnato angolare in calcare ben lavorato. Sulla sommità è collocato un orologio. La cella campanaria, in mattoni, presenta quattro aperture ad arco ed è sormontata da una copertura poggiante su un tamburo ottagonale.